# Premolis amaryllis
Premolis amaryllis är en fjärilsart som beskrevs av William Schaus 1905. Premolis amaryllis ingår i släktet Premolis och familjen björnspinnare. Inga underarter finns listade i Catalogue of Life.